# Zamindar
Zamindar (ज़मींदार zamīndār, urdú: زمیندار zamīndār, nagari oriental: জমিদার jomidar) fou un títol a l'Índia a partir del segle XVI i fins al segle XX. Era el titular d'un zamindari.

## Història
Durant el període de l'Índia Britànica el zamindari estava constituït per terra de domini públic posada o deixada sota el control d'un terratinent (anomenat zamindar) encarregat de la recaptació i l'administració diària, però subjecte a les lleis generals britàniques i (amb algunes excepcions menors) sense jurisdicció judicial. El zamindari més gran era el de Burdwan.
Els zamindars eren en general força rics i recaptaven dels pagesos pagant una renda fixada al govern britànic; només una minoria utilitzava els excessos de recaptació per millorar la sort dels seus pagesos. Inicialment era un funcionari de l'Imperi Mogol l'encarregat de cobrar les taxes als pagesos.
El nom derivava del persa zamin ("terra") i dar ("posseïdor").
Els sistema zamindari van aprofitar l'estructura preexistent i les terres zamindaris eren aquelles en què un zamindar recaptava, però va tendir a assegurar la recaptació en benefici propi a mesura que el poder imperial va entrar en decadència. Durant el període mongol es considerava igual zamindar a un petit propietari o a un gran terratinent però sempre eren considerats funcionaris encarregat de la recaptació sobre altres pagesos inferiors. El càrrec era hereditari però l'estat no era propietat sinó concessió; els zamindars mogols tenien poders judicials. La institució fou heretada pels britànics.
Variants del títol són:
- Wadera a Sind
- Jagirdar a Maharashtra
- Chaudhary, Lambardar, Sardar i Malik al Panjab

Sota els britànics alguns zamindars van tenir atribuïdes funcions judicials que progressivament van desaparèixer, i la seva renda fou fixada. Els zamindars disposaven d'autoritat i poder de recaptació sobre els seus arrendataris o subarrendataris, que anaven entre uns quants i milers. L'impagament de la renda fixada als britànics, basat en la llei imperial, suposava la pèrdua del dret a les terres. El zamindar més important era el de Burdwan que tenia el títol de maharajà. Altres zamindars destacats eren el de Darbhanga, el de Bettiah i el de Dumraon. Les seves cases eren generalment palaus.
El sistema va ser abolit durant les reformes agràries al Pakistan oriental (Bangla Desh) el 1950, l'Índia el 1951 amb una esmena a la constitució en 1951, i el Pakistan occidental el 1959.